# Porphyrinia bivitta
Porphyrinia bivitta är en fjärilsart som beskrevs av Culot. Porphyrinia bivitta ingår i släktet Porphyrinia och familjen nattflyn. Inga underarter finns listade i Catalogue of Life.